# Condado de Haskell (Kansas)
El condado de Haskell es un condado del estado de Kansas, Estados Unidos. Tiene una población estimada, a mediados de 2022, de 5403 habitantes.
La sede del condado es Sublette.
Fue fundado el 23 de marzo de 1887 y su nombre deriva de Dudley Haskell, un representante de Kansas en las décadas de 1870 y 1880.
Diversos estudios afirman que en este condado, en enero de 1918, se produjo la primera muerte de la pandemia de gripe de 1918.

## Geografía
Según la Oficina del Censo, el condado tiene una superficie total de 1497 km², de los cuales 1496 km² corresponden a tierra firme y 1 km² está cubierto de agua.

### Condados adyacentes
- Condado de Finney (norte)
- Condado de Gray (este)
- Condado de Meade (sureste)
- Condado de Seward (sur)
- Condado de Stevens (suroeste)
- Condado de Grant (oeste)
- Condado de Kearny (noroeste)

## Demografía

### Censo de 2020
Según el censo de 2020, en ese momento el condado tenía una población de 3780 habitantes. La densidad de población era de 2.5 hab/km². Había 1545 unidades habitacionales, lo que representaba una densidad de 1/km². El 75.19% de los habitantes eran blancos, el 0.34% eran afroamericanos, el 0.29% eran amerindios, el 0.05% eran asiáticos, el 14.74% eran de otras razas y el 9.39% eran de una mezcla de razas. Del total de la población, el 29.60% eran hispanos o latinos de cualquier raza.

### Censo de 2000
Según el censo de 2000, en ese momento había 4307 personas, 1481 hogares y 1153 familias en el condado. La densidad de población era de 8 personas por milla cuadrada (3/km²). Había 1639 unidades, lo que representaba una densidad de 3 por milla cuadrada (1/km²). El 85.07% de los habitantes eran blancos, el 0.19% eran afroamericanos, el 0.58% eran amerindios, el 0.63% eran asiáticos, el 11.45% eran de otras razas y el 2.09% eran de una mezcla de razas. Del total de la población, el 23.57% eran hispanos o latinos de cualquier raza. 
Los ingresos medios de los hogares del condado eran de $38,634 y los ingresos medios de las familias eran de $43,354. Los hombres tenían ingresos medios por $31,296 frente a los $22,857 que percibían las mujeres. Los ingresos per cápita para el condado eran de $17,349. Alrededor del 11.60% de la población estaba bajo la línea de pobreza nacional.

## Ciudades
- Satanta
- Sublette